# Odontoklaster
Odontoklaster är multinukleära celler tillhörande monocytsläktet. De tros vara ledande celler som orsakar rotresorption av tänder. Likt osteoklasterna, differentieras odontoklasterna från cirkulerande monocytlika celler. Cellerna innehåller vakuoler och har även långa cytoplasmatiska utskott. Ribosomer och en stor mängd mitokondrier återfinns inuti cellen. Odontoklaster bildar även Howships lakuner likt osteoklasterna men dessa är större vid resorbtion av tänder än vid resorbtion av ben. Odontoklaster benämns även som "cementoclaster" då de även deltar i resorption av rotcement och inte bara dentin.